# Регіон Тохоку
Регіо́н То́хоку (яп. 東北地方, とうほくちほう, МФА: [toːhoku t͡ɕi̥hoː]) — регіон Східної Японії на острові Хонсю. Центр регіону — префектура Міяґі. Головне місто — Сендай.

## Короткі відомості
Регіон Тохоку лежить на північному сході острові Хонсю. Він займає територію шести префектур — Акіти, Аоморі, Фукусіми, Івате, Міяґі, Ямаґата. Зрідка до регіону відносять префектуру Ніїґату. Загалом він займає близько 18 % площі Японії.
На півчночі регіон Тохоку відділений від острова Хоккайдо протокою Цуґару. З заходу Тохоку омивається Японським морем, а зі сходу — Тихим океаном. На півдні він межує із регіоном Канто, а на південному заході — із регіоном Тюбу.
В давнину землі регіону заселяли автохтонні племена емісі. Вони були підкорені протягом 7 — 10 століття японськими яматоськими завойовниками. У 7 столітті японці називали регіон Тохоку провінцією Мітіноку (Далеким краєм). Через сто років її поділи на східну провінцію Муцу та південно-західну провінцію Дева. Віддтоді до 19 століття сам регіон називали Оу (Муцу-Девський регіон) або Муцівським, за назвою найбільшої провінції регіону. Назву «Тохоку», що дослівно означає «Північно-східний» стали використовувати після реставрації Мейдзі 1868 року.
Темпи господарського розвитку регіону Тохоку поступаються темпам розвитку інших регіонів країни. У 11 — 12 століттях спостерігався короткочасний злет за урядування самурайського роду муцівських Фудзівара. Проте протягом наступних століть посилилося економічне відставання регіону. До 20 століття населення Тохоку неодноразово страждало від голодів, найбільшим з яких був голод Темпо 1833—1837 років. Загальнонаціональна ндустріалізація Японії кінця 19 століття практично оминула регіон. У першій половині 20 століття більшість підприємств Тохоку належали до первинного сектору економіки. Промисловість була переважно сировино-добувною. Регіон поставляв до урбаністичних районів Центральної Японії харчі, вугілля, залізну руду та робочу силу. Після Другої світової війни японський уряд провів реструктуризацію господарства Тохоку, проте доля первинного сектора в економіці регіону залишається однією з найбільших в Японії.
Станом на 2008 рік населення регіону Тохоку перевищувало 9 мільйонів осіб. Близько 20 % становили особи, старші 65 років. Густота населення нижче ніж у середньому по Японії. Найбільшим містом регіону Тохоку є Сендай. Іншими великими урбаністичними центрами є префектурні центри Аоморі, Моріока, Акіта, Фукусіма й Ямаґата, а також промислово-торговельні центри Хатінохе, Коріяма й Івакі.
В березні 2011 року регіон Тохоку постраждав від великого землетрусу, силою у 9 балів за шкалою Ріхтера.

## Адміністративний поділ
Станом на 2009 рік.